# PowerHouse Books
 (octobre 2024).
powerHouse Books est un éditeur indépendant de livres d'art et de photographie fondé en 1995 par Daniel Power et situé à New York dans Brooklyn.

## Historique
PowerHouse Books est étroitement lié à Powerhouse Bookstores, une chaîne de librairies indépendantes également propriété par Daniel Power, dont le magasin le plus connu est situé dans la quartier de Dumbo à Brooklyn, sur le front de mer.

## Ouvrages publiés (sélection)
- (en) Jack Pierson, All of a Sudden, 1995[2].
- (en) Koto Bolofo, Sibusiso Mbhele and his fish helicopter, 2002 (ISBN 9781576871324), Prix du livre aux 33es Rencontres de la photographie d'Arles[3],[4].
- (en) Michel Hurst et Robert Swope, Casa Susanna, 2005  (ISBN 9781576872413)[5].
- Danny Lion (en), The Destruction of Lower Manhattan, 2005  (ISBN 9781576872321)[6].
- (en) John Szarkowski, Slide show : the color photographs of Helen Levitt, 2005, 117 p.
- Scout Tufankjian, Yes We Can: Barack Obama's History-Making Presidential Campaign, 2009[7].
- John Maloof et Geoff Dyer (dir.), Vivian Maier: Street Photographer, 2011  (ISBN 978-1-57687-577-3).
- (en) Gail Albert Halaban (en), Out my window, 2012, 90 p.  (ISBN 9781576876121)[8].
- (en) Nicholas Blair (préf. Jim Farber), Castro to Christopher : gay streets of America 1979-1986, 2023, 151 p. (ISBN 9781648230349)[9].